# 1370

## Události
- První zmínka o obcích Bravantice a Struhařov
- První písemné dokumenty o obcích Libomyšl a Ohrazenice

## Narození

#### Svět
- 11. dubna – Fridrich I. Saský, markrabě míšeňský († 4. ledna 1428)
- 22. června – Jan Zhořelecký, braniborský a zhořelecký vévoda, syn Karla IV. († 1. března 1396)
- ? – Olaf II., dánský král († 23. srpna 1387)
- ? – Vilém Habsburský, vévoda rakouský a korutanský († 15. července 1406)
- ? – Jan VII. Palaiologos, byzantský císař († 22. září 1408)
- ? – Johannes Ciconia, středověký hudební skladatel († 1412)
- ? – Chu Kuang, čínský politik říše Ming († 1418)

#### Pravděpodobně narození
- Vavřinec z Březové, český husitský spisovatel († asi 1437)
- Jan Sezima z Rochova, český zeman a mecenáš († 1450)
- Gentile da Fabriano, italský malíř († 1. srpna 1427)
- Imadaddin Nasimi, ázerbájdžánský básník a mystik († 1417)

## Úmrtí

#### České země
- 3. května – Mistr Klaret (Bartoloměj z Chlumce), český spisovatel a učenec (* asi 1320)
- 16. července – Anežka z Lichtenburka, slezská kněžna (* ?)
- ? – Anežka z Landštejna, česká šlechtična (* ?)
- ? – Jan Jindřichův z Kamýku, římskokatolický duchovní (* ?)

#### Svět
- 23. května – Togon Temür, poslední císař říše Jüan a veliký chán Mongolů (* 25. května 1320)
- 31. května – Vital z Assisi, italský katolický světec (* ? 1295)
- 16. června – Ingeborg Dánská, dánská princezna (* 1. dubna 1347)
- 16. července – Anežka z Lichtenburka, slezská kněžna (* ?)
- 5. listopadu – Kazimír III. Veliký, polský král, poslední z rodu Piastovců (* 30. dubna 1310)
- 6. prosince – Rudolf II. Saský, říšský kurfiřt, vévoda saský (* 1307)
- 19. prosince – Urban V., papež (* 1310)
- ? – Macías, galicijský trubadúr (* asi 1340)

## Hlavy státu
- České království – Karel IV.
- Moravské markrabství – Jan Jindřich
- Svatá říše římská – Karel IV.
- Papež – Urban V. – Řehoř XI.
- Anglické království – Eduard III.
- Byzantská říše – Jan V. Palaiologos
- Dánsko – Valdemar IV.
- Francouzské království – Karel V.
- Kastilie – Pedro I. Kastilský – Jindřich II.
- Lucemburské vévodství – Václav Lucemburský
- Norsko – Haakon VI. Magnusson
- Osmanská říše – Murad I.
- Polské království – Kazimír III. – Ludvík I.
- Portugalsko – Ferdinand I.
- Švédsko – Albrecht Meklenburský
- Uherské království – Ludvík I.